# حسین راغفر
حسین راغفر (متولد ۱۳۳۲)، اقتصاددان نهادگرا و اصلاح طلب و فوتبالیست سابق ایرانی است که هم‌اکنون استاد اقتصاد و عضو هیئت علمی دانشگاه الزهرا است. او یک پژوهشگر در حوزه فقر است و در حوزه رفاه اجتماعی تالیفاتی دارد. راغفر از جمله اقتصاددانان نهادگرای ایرانی است که برخی از اقتصاددانان و رسانه‌های جریان اصلی ایرانی آن را عنوانی جدید برای فعالیت طرفداران اقتصاد دولتی و چپ‌ در ایران یا جریان نئوچپ‌ها در ایران می‌دانند. راغفر مدعی نگاه چپ‌گرایانه نیست و بارها از حضور فعال بخش خصوصی در اقتصاد کشور دفاع کرده است. در تئوری‌‌های جریان اقتصادی چپ نو نیز در جامعه بی طبقه‌ و اقتصاد مختلط، وجود بخش خصوصی‌ای که توسط دولت هدایت و کنترل شوند پذیرفته شده است.
راغفر دانش‌آموخته دانشگاه اسکس در نزدیکی شهر کولچستر انگلستان است. وی عضو هیئت علمی و رئیس پژوهشکده مطالعات اقتصادی دانشگاه الزهرا و استاد این دانشگاه است. او همچنین از نویسندگان منتخب نشر نهادگراست.
وی به عنوان یک اقتصاددان اصلاح طلب یکی از ۱۶۳ اقتصاددان امضا کننده نامه حمایت از حسن روحانی در انتخابات ریاست جمهوری سال ۱۳۹۶ در ایران بود. او در قالب موسسه دین و اقتصاد که شامل اقتصاددانان نهادگراست، از حامیان و تدوین کنندگان برنامه اقتصادی دولت پیشنهادی میرحسین موسوی در انتخابات ریاست جمهوری سال ۱۳۸۸ بود و در دوره تبلیغات این دوره از انتخابات از اقتصاددانان امضا کننده نامه حمایت از میرحسین موسوی بود.
راغفر به عنوان یک فوتبالیست ملی پوش سابق ایران، در سال ۱۳۶۰ مدتی رئیس فدراسیون فوتبال بود و جوان‌ترین رئیس در تاریخ این فدراسیون به‌شمار می‌آید.

## برخی نظرات شاخص
مصاحبه‌های حسین راغفر عمدتاً شامل بیان آمارها از وضعیت فقر و نقد وضعیت موجود بوده و کمتر به بیان نظرات خود در مورد راهکارها می‌پردازد.

### سقوط اقتصادی سال ۱۳۹۷
به دنبال بروز آشفتگی در بازار ارز ایران در شهریور ماه ۱۳۹۷ حسین راغفر به فراخوان مدیران شبکه ۴ سیما در یک برنامه زنده تلویزیونی حضور یافت و اعلام داشت بالا رفتن چشمگیر و ناباورانه نرخ ارز یک کودتایی بیش نیست. حسین راغفر در برنامه زنده تلویزیونی ابراز داشت سخت شگفت زده شده که چرا مقامات امنیتی کشور از وقوع یک کودتای نرم اقتصادی که بازار ارز ایران را هدف گرفته غافل مانده‌اند. او همچنین ابراز تاسف خود را اعلام داشت از این که دختری به نشانه اعتراض روسری خود را در میدان انقلاب تهران روی چوب برده به زندان برده می‌شود ولی سوداگران و کسانی که در فساد چشمگیر دولتی نقش داشته‌اند همچنان آزاد هستند و کسی به دنبال دستگیری طمع کاران و فاسدان نیست.

### بازار آزاد
در خرداد ماه سال ۱۳۹۵ راغفر در میزگرد دانشگاه شریف با موضوع «سوسياليسم، بازار و سوداگري در ايران» در پاسخ به انتقادات به سیطره تاریخی گفتمان چپ و سوسیالیسم در فضای روشنفکری اقتصادی ایران بیان می‌کند: «بازار آزاد در هیچ سرزمینی پدیدار نشده است. شما بگویید در کدام کشور بازار آزاد شکل گرفته که دومی آن ایران باشد. دست نامرئی آدام اسمیت از همان ابتدا آرتروز داشته و هیچ کاری ازش برنمی‌آمده است. در همه تاریخ این قدرت بوده که تعیین‌کننده بازار بوده است و بازار محصول روابط قدرت حاکمیت و دولت است.»
در ادامه راغفر اضافه می‌کند: «به اسم بازار آزاد مردم را چپاول کردند و ما آزادی چپاول در ایران داشته‌ایم»
وی در ادامه این مناظره بیان کرد: «وقتی از بازار رقابتی حرف می‌زنیم یادمان باشد که در این سرزمین جوانانی هستند که برای نان بخور و نمیر سطل‌های زباله را جست وجو می‌کنند و جوانانی هم هستند که با پول پدرشان برای دیدن مسابقه فوتبال به اسپانیا می‌روند و در آنجا برای برنده شدن تیم مورد علاقه شان مهمانی هم می‌دهند … نمی‌توان بین جوانی که پورشه سوار می‌شود و جوانی که در سخت‌ترین جاها و در بدترین شرایط مادی است و توانایی راه رفتن معمولی را به دلیل فقر ندارد، مسابقه رقابتی گذاشت.»

### سرمایه خوب و بد
راغفر در مصاحبه‌ای در تیر ماه سال ۱۳۹۶ بیان می‌کند: عمده‌ترین ویژگی اقتصاد ایران که قدمتی طولانی هم دارد، سلطه سرمایه‌های تجاری است. به این معنا که تجارت در طی صدسال گذشته، عمده‌ترین منبع کسب درآمد در ایران و سلطه سرمایه‌های تجاری و مالی مهم‌ترین ویژگی نظام اقتصادی و مانع توسعه اقتصادی در ایران بوده است. می‌توان این ویژگی نظام اقتصادی ایران را در قالب شاخص‌های مختلف به صورت کمی‌و عددی نیز نشان داد. وی در سال ۱۳۹۸ با انتشار متنی در ماهنامه کارایی بر همین دیدگاه تأکید می‌کند.
وی در مناظره خرداد ماه ۱۳۹۵ در دانشکده اقتصاد دانشگاه تهران بیان می‌کند که سرمایه داران تجاری در ایران بر سرمایه داران صنعتی غلبه کرده و صنعت را به محاق برده‌اند.
او در گفتگویی در سال ۱۳۹۸ با نقد سرمایه‌داری تجاری و مالی بیان و برقرار کردن نوعی رابطه خوب و بد بین سرمایی داری تجاری و سرمایه‌داری صنعتی بیان می‌کند: «نظام تصمیم‌گیری‌های اساسی در کشور به‌طور کلی در خدمت صاحبان سرمایه‌های تجاری و مالی بوده است.»
راغفر نشستی در مورد اقتصاد سیاسی در دانشگاه علامه طباطبائی در سال ۱۳۹۸ به تذکری که هفت یا هشت سال پیش (سال ۱۳۸۸–۱۳۷۷) ایشان مطرح کرده اشاره می‌کند و می‌گوید «در آن زمان گفته شد که تا زمانی که اقتصاد مبتنی بر تولید صنعتی نباشد، تولید نمی‌تواند نقشی داشته باشد؛ «آن زمان گفتند اینها چپ هستند و گرنه ما تولید می‌کنیم! اما واقعیت این است که آنها تولید نمی‌کنند. تجارت وقتی به عنوان تولید معنا دارد که در خدمت تولید صنعتی باشد در غیر این صورت این جز خیانت به منابع ملی چیز دیگری نیست».

### قیمت رقابتی و روزنامه‌های جریان راست حافظ و جیره‌خوار این نظام اقتصادی
او نشستی در شهریور ماه سال ۱۳۹۶ در دانشگاه علامه طباطبائی بیان می‌کند: «بازار آزاد، قیمت‌های منطقی، قیمت‌های رقابتی و … حرف‌های پوچی است که مدام تکرار می‌شود. این مفاهیم به این معنی است که باید قیمت‌ها افزایش یابند. این‌ها شعارهای الان روزنامه‌های فاسد بخش خصوصی فاسدی است که عمده رسانه‌های رسمی و اقتصاد کشور را تشکیل می‌دهند. آنها با همین پول‌های کثیف تولید می‌شوند و افکار عمومی را رقم می‌زنند. در درون ساختار قدرت حضور دارند و اهداف خاص این سرمایه‌داری رفاقتی را پوشش می‌دهند».
راغفر در این گفتگو معتقد است روزنامه‌های جریان راست حافظ و جیره‌خوار این نظام اقتصادی هستند و به مباحثی که آنها مطرح می‌کنند بدین شکل اشاره می‌کند: «شعارهایی مطرح می‌شود که منطق آن صادارت است می‌گویند برای خروج از این اقتصاد باید صادرات را افزایش دهیم از زمان نوربخش که پس از جنگ وزیر اقتصاد شد این شعار تاکنون بوده است»

### نحوه توزیع عواید حامل‌های انرژی
او نشستی در شهریور ماه سال ۱۳۹۶ در دانشگاه علامه طباطبائی بیان می‌کند: «یکی از مواردی که انتظار می‌رود در دولت دوازدهم هم تعقیب شود افزایش قیمت حامل‌های انرژی است. برخی‌ها می‌گویند قیمت حامل‌های انرژی ارزان است و باید افزایش یابد یعنی مردم باید این هزینه را بپردازند این مسئله از سال ۸۹ در دولت دهم مطرح شد. آنها مدعی بودند که توزیع حامل‌های انرژی ناعادلانه است. همان زمان گازوئیل کشاورزان را ۳۶۰ درصد گران‌تر کردند، به حدی که برای برخی‌ها ادامه حیات کشاورزی امکان نداشت».
این استاد اقتصاد دانشگاه الزهرا اضافه می‌کند: «گازی که به فولاد، سیمان و پتروشیمی‌ها می‌فروختند سه سنت بود. این گاز هم خوراک است و هم نهاده. همزمان آن را به ترکیه ۲۰ سنت می‌فروختیم و ما به‌تفاوت آن سودی بود که به این صنایع می‌رسید. از ۸۹ تا ۹۱ به این قیمت اعتراض شد و بهمن ۹۱ مجلس برای بودجه ۹۲ تصویب کرد که قیمت گاز این صنایع از ۳ سنت به ۱۳ سنت افزایش پیدا کند که نتیجه آن سقوط بازار بورس در کشور بود برای اینکه بالغ بر ۵۰ درصد سود سهام توزیعی در بازار بورس ایران برای پتروشیمی‌هاست. و سودی که حاصل می‌شد به دلیل تلاش و نوآوری این صنایع نبود بلکه به خاطر فاصله ۳ سنت با ۲۰ سنت بود. بازار بورس احیا نشد تا اینکه با فشار لابی‌ها بر دولت یازدهم قیمت گاز به ۸ و نیم سنت افزایش یافت و تاحدی بازار سهام را احیا کرد.»

### پیش‌بینی قیمت ارز
در بحبوحهٔ شوک ارزی نرخ ارز در تابستان و ابتدای پاییز سال ۱۳۹۷، حسین راغفر و احسان سلطانی با انتشار پیش‌بینی‌هایی، اعلام کردند که تا شش ماه بعد قیمت ارز ۲۰ هزار تومان دیگر افزایش یافته و به ۴۰ هزار تومان خواهد رسید که البته تا ابتدای اسفند سال ۱۳۹۷ برخلاف پیش‌بینی ایشان قیمت ارز کاهش یافت و به ۱۲ هزار تومان رسید. انجمن اقتصاددانان با بی‌پایه خواندن این تحلیل، تحلیل‌های نادرست را تشدید کنندهٔ بحران ارزی ایران ارزیابی کرد. همچنین حسین راغفر که خود یکی از اعضای باسابقه و شاخص انجمن نامبرده می‌باشد در کنگره حزب مردمسالاری از طرحی برای افزایش قیمت دلار به ۴۰ هزار تومان صحبت کرد که این خبر در فضای مجازی، بازتاب زیادی را در پی داشت و منجر به صدور بیانیه ای انتقادی از سوی این انجمن و انتقاد به این سخنان شد. همزمان برخی کارشناسان اعلام کردند که صحبت‌های حسین راغفر و احسان سلطانی به نوعی پیش‌بینی آن چیزی بوده که در برنامه‌های آینده دولت مورد نظر بوده است و با این اعلام و هشدار، دولت ناچار به متوقف کردن عوامل مؤثر در این طرح یا دست کم کنترل عملکرد عوامل دارای منافع از اجرای طرح گردید. با اینحال و علیرغم هشدارها، پیش‌بینی حسین راغفر تقریباً به حقیقت پیوست و نرخ دلار در مهر ماه ۱۳۹۹ به سی هزار تومان رسید.
در یک برنامه سیاسی، اقتصادی، اجتماعی که با نام برنامه اینترنتی خط قرمز در کانال ویژه آن در سایت آپارات منتشر می‌گردد، گفتگویی ویژه با حسین راغفر تحت عنوان خصوصی‌سازی برای لذت آقازاده‌ها پخش گردید. در این گفتگو انتقادات جدی و شدیدی از سیاست‌های اقتصادی ۲۵ سال گذشته دولت‌های مختلف اعم از خصوصی‌سازی بدون برنامه، بالابردن میزان نقدینگی، تسلط سیستم تجاری و بازرگانی بر نظام تولید و صنعت کشور، اجرای بانکداری خصوصی بدون نظارت مؤثر و در نهایت تسلط سیستم پولی و مالی بر کل نظام اقتصادی کشور عنوان گردید. همچنین در این برنامه آمارها و ارقام متعددی در زمینه منابع مالی و سیستم بانکی و نیز سیاست‌های پولی و مالی کشور و حجم فساد گسترده جاری در میان آن که موجب ناپایداری بازارهای متعدد مانند بازار طلا و سکه، بازار ارز و بازار مسکن گردیده و همچنین توقف تولید کارخانجات و افت شدید نظام صنعت کشور را نیز موجب گردیده است به تفصیل شرح داده شده است.

### منشا خصوصی سازی
به گفته راغفر علت (طرح‌های) خصوصی سازی از ورشکستگی کشور مکزیک در سال ۱۹۸۲ پیش آمد که در این زمان ۹۷ میلیارد دلار به کشورهای غربی و اروپایی بدهکار بود، پس کشورهای غربی و اروپایی برای اینکه سایر کشورهای بدهکار به مکزیک (برای اعلام ورشکستگی) نپیوندند، گفتند باید سیاست‌های جدیدی به کشورهای دنیا برای کنترل جهان تحمیل کنیم که اسمش شد سیاست‌های تعدیل ساختاری بود.

### محدودیت اندیشمندان چپ در ایران و سوسیالسم در قرآن
راغفر در گفتگویی با روزنامه دنیای اقتصاد در سال ۱۳۹۱ بیان می‌کند که از گذشته اگر کسانی در ایران به آرا و دیدگاه‌های چپ گرایش نشان می‌دادند فوری برجسته می‌شدند و احتمالاً با محدودیت‌هایی مواجه می‌شدند. در حالی که اگر کسانی طرفدار نظریات افراطی نولیبرال‌ها، مثل هایک یا فریدمن، باشند هیچ حساسیتی را بر نینگیخته‌اند، گویی یک مصونیتی دارند و نوعی هماهنگی بین ساخت قدرت و این اندیشه وجود دارد. وی در ادامه گفتگو با ذکر مثالی به واجب شدن پرداخت زکات در قرآن اشاره و آن را بدین شکل عملی سوسیالیستی و در ضدیت با لیبرالیسم می‌داند:
در اسلام ما گزاره‌هایی داریم که اگر کسی از منظر سکولار به آن نگاه کند، ممکن است بگوید این گزاره سوسیالیستی است. مثلا در قرآن از حق معلومی برای محرومین سخن به میان آورده شده است که بر مال و دارایی نمازگزاران است. اما اگر از منظر سرمایه‌داری به این موضوع نگاه کنید، می‌گویید این گزاره سوسیالیستی است. درحالی که این گزاره دینی است. علت هم این است که اسلام به مساله نابرابری‌های اقتصادی و اجتماعی توجه ویژه دارد. حال آنکه حتی تجربه امروز جهان و دستاوردهای فلسفه سیاسی لیبرال‌های دست راستی نیز بر آن صحه می‌گذارند.
زکات برای فرد مسلمان یک نوع نه کسر دارایی یا مالیات اجباری از طرف حکومت نیست، بلکه یک واجب فردی برای بخشش از دارایی برای فقرا در اسلام است که بسته به شرایط، برای فرد معتقد واجب یا مستحب است.

## سوابق اجرایی در حوزه اقتصاد و مدیریت و برنامه‌ریزی
عمده شغل‌های سیاسی حسین راغفر در دوره دوم دولت محمد خاتمی بوده است:
- مشاور وزارت رفاه و تامین اجتماعی سال 1383 الی 1386
- مدیر ملی پروژه حمایت های اجتماعی بانک جهانی در ایران سال 1382 الی 1383
- معاون سازمان مدیریت و برنامه ریزی و رئیس موسسه عالی آموزش و پژوهش سازمان مدیریت و برنامه ریزی سال 1382 الی 1383
- مشاور معاونت اجتماعی سازمان مدیریت و برنامه ریزی سال 1382
- مشاور همکارهای علمی بین المللی وزارت علوم سال 1368 الی 1372
- سردبیر کیهان انگلیسی سال 1365 الی 1370
- سردبیر کیهان اینترنشنال سال ۱۳۶۵ الی ۱۳۷۰

## فوتبال

قدیمی‌ترین تیم ملی امید ایران در ۴۳ سال پیش تحت نام تیم ملی ب در مسابقات جام دوستی شرکت و به فینال مسابقات رسید

راغفر در سال ۱۳۴۹ دروازه‌بان تیم فوتبال راه‌آهن شد و جوان‌ترین بازیکن جام باشگاه‌های تهران محسوب می‌شد. وی در سال‌های بعد برای دارایی، بوتان، ماشین‌سازی تبریز و تیم ملی جوانان در دهه ۵۰ دروازه‌بانی کرد. او همراه تیم ملی جوانان در سال ۵۱ به عنوان سوم و در سال ۱۳۵۲ به عنوان قهرمانی مسابقات فوتبال جوانان آسیا دست یافت. راغفر همچنین یک بازی ملی برای تیم ملی فوتبال ایران را در کارنامه دارد. وی در دیدار با تیم المپیک برزیل در فروردین ۱۳۵۵ در ترکیب تیم ملی ایران قرار داشت.
راغفر پس از انقلاب اسلامی ایران در سن ۲۵ سالگی از فوتبال خداحافظی کرد. وی حدود ۳ سال بعد در سال ۱۳۶۰ برای مدت ۶ ماه رئیس فدراسیون فوتبال ایران شد.
حسین راغفر در سال ۱۳۶۰، درحالی که ۲۸ سال داشت حکم ریاست به نامش مهر شد و از این حیث عنوان جوان‌ترین رئیس فدراسیون تمام ادوار تاریخ فوتبال ایران را دارد. برخی معتقدند که وی به دلیل آشنایی پیشین با مصطفی داوودی رئیس وقت سازمان تربیت‌بدنی، بر مسند ریاست این فدراسیون نشست. در زمان ریاست وی بر فدراسیون فوتبال کشور ناصر ابراهیمی با نظر وی به عنوان سرمربی تیم ملی فوتبال ایران منصوب گردید. وی پس از مدتی از ریاست فدراسیون فوتبال کشور ایران استعفا داد. پس از مدتی از سوی مصطفی داوودی به عنوان قائم مقام سازمان تربیت‌بدنی ایران منصوب و مشغول به کار شد.